# Max Cantor
Michael Cantor (15 de maig de 1959 - 3 d'octubre de 1991) va ser un periodista i actor estatunidenc en pel·lícules com Dirty Dancing (1987) i Fear, Anxiety & Depression (1989).
El pare de Cantor era el productor teatral Arthur Cantor. Va créixer als apartaments Dakota al West 72nd Street de Manhattan, a Nova York. Cantor va assistir a la Collegiate School però es va graduar a la Buxton School de Williamstown (Massachusetts). Va passar els estius fins als 14 anys al Camp Hillcroft de Billings, Nova York, al costat de companys campistes com els fills del president de la Federació Americana de Professors Albert Shanker i l'actor Burt Lancaster. Cantor es va graduar a la Universitat Harvard el 1982, on va viure a Adams House i va protagonitzar diverses produccions del director estudiantil Peter Sellars.
Cantor va escriure per a The Village Voice sobre la ibogaina com a cura per a l'addicció a l'heroïna i s'havia interessat pel culte que envoltava l'assassí caníbal d'East Village Daniel Rakowitz.
Va morir d'una sobredosi d'heroïna als 32 anys. En aquesta època estava investigant i escrivint un llibre sobre Rakowitz i l'assassinat de la ballarina Monika Beerle.

## Filmografia
| Any  | Títol                      | Paper        | Notes                        |
| ---- | -------------------------- | ------------ | ---------------------------- |
| 1983 | Diner                      | Shrevie      | Curt de Televisió            |
| 1987 | Dirty Dancing              | Robbie Gould |                              |
| 1989 | Fear, Anxiety & Depression | Jack         | Paper final de la pel·lícula |